# 카이사르 (우주선)
혜성 우주생물학 샘플 리턴 탐사(Comet Astrobiology Exploration Sample Return), 약칭 카이사르(CAESAR)는 추류모프-게라시멘코 혜성의 돌과 자갈 등을 수집하는 샘플 리턴 미션을 수행하는 탐사선이다. 카이사르는 2017년 뉴 프론티어 계획으로 제안되었고, 최종적으로 뉴 프론티어의 차기 탐사선으로 선출되었다. 이후, 콘셉트는 최종적으로 두 개가 만들어지고, 콘셉트가 하나로 정해지면 개발이 확정된다. 콘셉트는 2019년 여름에 정해질 예정이며, 정해진 콘셉트로 개발에 착수하여 2024년 또는 2025년 발사될 예정이다. 이후 14년 동안 목표 천체로 날아가는 시간을 포함하여 2038년 샘플 리턴 성공으로 임무를 마칠 예정이다.